# Adolf Koxeder
Adolf Koxeder (* 9. Oktober 1934 in Innsbruck) ist ein früherer österreichischer Bobfahrer.

## Leben
Koxeder war zur Mitte der 1960er Jahre Anschieber in den Bobs von Pilot Erwin Thaler. Schon bei seinem ersten wichtigen internationalen Einsatz konnte er bei der Bob-Weltmeisterschaft 1963 in Igls gemeinsam mit Thaler, Josef Nairz und Reinhold Durnthaler die Bronzemedaille gewinnen. Seinen größten Erfolg erreichte er im Jahr darauf. Bei den Olympischen Winterspielen 1964 in seiner Geburtsstadt Innsbruck gewann er mit Thaler, Nairz und Durnthaler hinter dem Viererbob des Kanadiers Vic Emery die Silbermedaille. 1965 in Cortina d’Ampezzo und 1966 in Garmisch-Partenkirchen gewann das Doppel Thaler/Koxeder die Europameistertitel im Zweierbob. Es waren die ersten Bob-Europameisterschaften seit der bislang ersten und einzigen Austragung 1929. Auch im Vierer konnte er bei der ersten Austragung überhaupt im Rahmen einer Europameisterschaft 1967 in Igls eine Medaille gewinnen. Mit Thaler, Durnthaler und Herbert Gruber gewann er hinter dem von Ion Pantaru gesteuerten rumänischen Großbob die Silbermedaille.
1996 erhielt er das Silberne Ehrenzeichen für Verdienste um die Republik Österreich.